# (17771) Elsheimer
(17771) Elsheimer est un astéroïde de la ceinture principale.

## Description
(17771) Elsheimer est un astéroïde de la ceinture principale. Il fut découvert le 1er mars 1998 à La Silla par Eric Walter Elst. Il présente une orbite caractérisée par un demi-grand axe de 3,25 UA, une excentricité de 0,14 et une inclinaison de 2,3° par rapport à l'écliptique.

## Compléments